# Dermot Nally
Dermot Nally (* 5. Oktober 1980 in Cork) ist ein irischer Radrennfahrer.
Dermot Nally wurde 2002 in der Altersklasse irischer U23-Meister im Straßenrennen. Daraufhin fuhr er gegen Ende der Saison bei der kolumbianischen Mannschaft Colombia-Selle Italia als Stagiaire. 2003 erhielt er bei der spanischen Mannschaft Paternina-Costa de Almería seinen ersten regulären Vertrag bei einem UCI-Team. 2004, in seinem zweiten Jahr in Diensten dieses Teams, konnte er eine Etappe beim irischen Etappenrennen FBD Insurance Rás für sich entscheiden und das Rennen als Vierter in der Gesamtwertung beenden.
Nach dem Ende der Saison 2004 war er nicht mehr für internationale Radsportteams tätig.

## Erfolge
2002
- Irischer Meister – Straßenrennen (U23)

2004
- eine Etappe FBD Insurance Rás

## Teams
- 2002 Colombia-Selle Italia (Stagiaire)
- 2003 Paternina-Costa de Almería
- 2004 Costa de Almería-Paternina